# Daniel Borimirov
Daniel Bojtsjeva Borimirov (på bulgarsk: Даниел Боримиров) (født 15. januar 1970 i Vidin, Bulgarien) er en tidligere bulgarsk fodboldspiller, der spillede som midtbanespiller hos Levski Sofia i sit hjemland, hos tyske 1860 München samt for Bulgariens landshold. I sine første år som seniorspiller var han desuden tilknyttet klubben FC Bdin.

## Landshold
Borimirov spillede i årene mellem 1993 og 2004 70 kampe for Bulgariens landshold, hvori han scorede ét mål. Han deltog blandt andet ved både VM i 1994 og VM i 1998, hvor han i førstnævnte var med til at føre holdet helt frem til semifinalerne. Desuden var han en del af landets trup til EM i 1996 og EM i 2004.